# Liberum veto

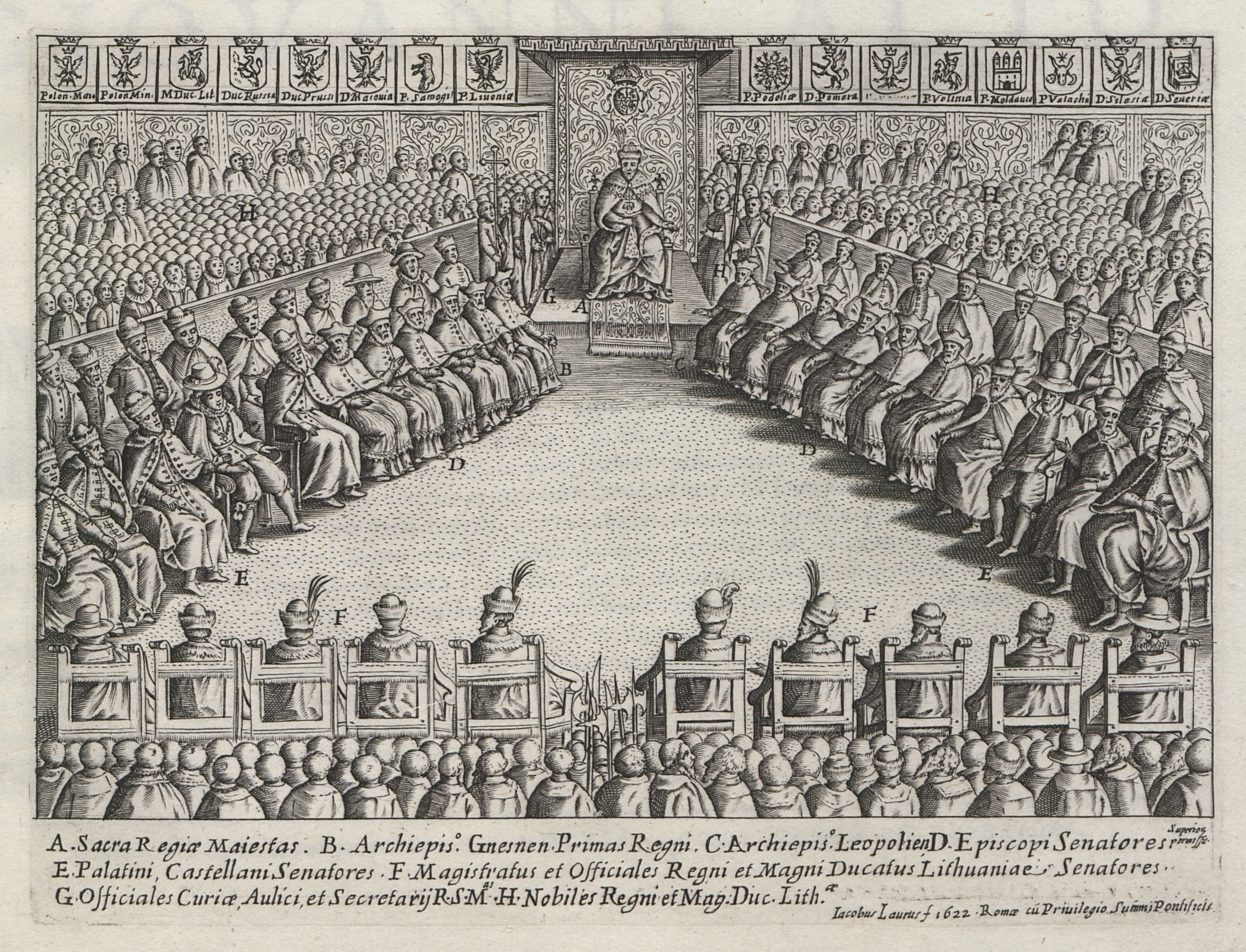
Sesiune a Sejmului în 1622 în Castelul Regal din Varșovia

Liberum veto (în limba latină înseamnă "drept de veto liber"), altfel spus o instituție parlamentară a dreptului de protest în Sejm (legislativ) în Uniunea statală polono-lituaniană.
Această instituție, introdusă în anul 1652 de parlament  a fost o formă de vot în unanimitate, care a permis oricărui membru al Sejm, să forțeze încetarea imediată a sesiunii curente a parlamentului și să anuleze prin dreptul său de vot orice hotărâre parlamentară care a fost deja adoptată strigând 'Nie pozwalam!' (în limba poloneză), care înseamnă: "Nu permit!").
Regula a fost aplicată de la mijlocul secolului al XVII-lea până în secolul al XVIII-lea în dezbaterile parlamentare din Sejm.
Se baza pe premisa că, deoarece toți nobilii polonezi au fost egali, orice măsură care vine în fața Sejmului trebuie să fie adoptată în unanimitate.
Principiul veto liberum a fost o parte importantă a sistemului politic în Uniunea statală polono-lituaniană, consolidând elementele democratice și controlând puterea regală, lucru care mergea împotriva curentului european din epocă, deoarece peste tot era executiv puternic (monarhie absolută).
Mulți istorici susțin că principiul de veto liberum a fost o cauză majoră care a dus la deteriorarea sistemului, în special politic al Uniunii statale în secolul al XVIII-lea, atunci când puterile străine au mituit membrii Sejm ca să paralizeue procedurile de adoptare a hotărârilor și eventual distrugerea  Uniunii statale polono-lituaniene în partițiile Poloniei. Piotr Stefan Wandycz scria că "dreptul de veto liberum a devenit un simbol sinistru al anarhiei poloneze."
În perioada 1573-1763, aproximativ 150 de adunări sejms au fost ținute, din care aproximativ o treime nu a reușit să voteze nici măcar o lege, în mare parte din cauza veto liberum. Expresia parlament polonez în mai multe limbi europene provine de la această paralizie aparentă a legislativului.

## Istorie

### Originea
Această regulă a evoluat de la principiul acordulului unanim, care provine din tradițiile de luare a deciziilor în Regatul Poloniei, și dezvoltat în caracterul federativ al Uniunii statale polono-lituaniene. Fiecare deputat în Sejm era ales în sejmik (Sejmul local pentru o regiune) și  reprezenta întreaga regiune. El își asuma astfel responsabilitatea în fața sejmik-ului pentru toate deciziile luate în Sejm.
Din moment ce toți nobilii erau considerați egali, o decizie luată cu o majoritate împotriva voinței unei minorități (chiar dacă era numai un singur sejmik) era fost considerată o încălcare a principiului egalității politice.